# فریتز دیکه
فریتز دیکه (انگلیسی: Fritz Deike; ۲۴ ژوئن ۱۹۱۳ – ۲۱ اکتبر ۱۹۷۳) بازیکن فوتبال اهل آلمان بود که در پست هافبک بازی می‌کرد.
از باشگاه‌هایی که در آن بازی کرده‌است می‌توان به باشگاه فوتبال هانوفر ۹۶ اشاره کرد.
وی همچنین در تیم ملی فوتبال آلمان بازی کرده‌است.